# زوران گوپچویچ
زوران گوپچویچ (انگلیسی: Zoran Gopčević؛ ۲۹ ژانویه ۱۹۵۵ – ۳۰ سپتامبر ۲۰۰۰) بازیکن واترپلو اهل یوگسلاوی بود.
وی در مسابقات کشوری و بین‌المللی در مجموع برندهٔ ۱ مدال نقره شده‌است.